# For vår jord
Chansons représentant la Norvège au Concours Eurovision de la chanson
Mitt liv
(1987) Venners nærhet
(1989)
For vår jord (en français Pour notre terre) est la chanson représentant la Norvège au Concours Eurovision de la chanson 1988, à Dublin, en Irlande. Elle est interprétée par la chanteuse Karoline Krüger.

## Sélection
Lors de la Melodi Grand Prix, à Chateau Neuf le samedi 26 mars 1988, la chanson est la huitième présentée des dix participantes à la finale norvégienne. Lors du vote, For vår jord est la préférée des jurys régionaux et gagne clairement avec 65 points. La chanson devient la contribution de la Norvège au Concours Eurovision de la chanson 1988.
La chanson est une ballade avec un thème politique environnemental, où la première personne est une femme qui « monte la garde pour notre terre ». Le personnage est décrit comme un paria à cause de sa foi. Cependant, le texte suggère que la reconnaissance par la femme de la nécessité de protéger la terre est quelque chose qui devrait être partagé plus largement.

## Eurovision
La chanson est la quinzième de la soirée, succédant à Clown interprétée par Afrodíti Frydá pour la Grèce et précédant Laissez briller le soleil interprétée par Reynaert pour la Belgique.
Karoline Krüger interprète la chanson, assise à un piano à queue décoré de candélabres. Parmi les choristes se trouve Tor Endresen, tandis qu'Arild Stav dirige l'Irish Broadcasting Orchestra.
La chanson obtient 88 points et finit à la cinquième place sur vingt-et-un participants.

### Points attribués à la Norvège
| 12 points            | 10 points     | 8 points              | 7 points                                 | 6 points             |
| -------------------- | ------------- | --------------------- | ---------------------------------------- | -------------------- |
| - Royaume-Uni        | - Yougoslavie | - Irlande - Suède     | - Finlande - Grèce - Pays-Bas - Portugal |                      |
| 5 points             | 4 points      | 3 points              | 2 points                                 |                      |
| - Danemark - Islande | - Italie      | - Autriche - Belgique |                                          | - Allemagne - Israël |